# Palavansathu
Palavansathu là một thị trấn thống kê (census town) của quận Vellore thuộc bang Tamil Nadu, Ấn Độ.

## Nhân khẩu
Theo điều tra dân số năm 2001 của Ấn Độ, Palavansathu có dân số 16.136 người. Phái nam chiếm 51% tổng số dân và phái nữ chiếm 49%. Palavansathu có tỷ lệ 76% biết đọc biết viết, cao hơn tỷ lệ trung bình toàn quốc là 59,5%: tỷ lệ cho phái nam là 81%, và tỷ lệ cho phái nữ là 70%. Tại Palavansathu, 8% dân số nhỏ hơn 6 tuổi.